# Heinz Bello
Heinz (Heinrich) Bello (Breslau, 5 september 1920 - Berlijn, 29 juni 1944) is een Duitse katholieke martelaar en slachtoffer van het naziregime.
Sinds 1926 groeide Heinz Bello, als zoon van de belastingambtenaar Justin Bello (1885-1967) en Elizabeth Groeger (1888-1967), op in Wesel, in een omgeving waar het rooms-katholieke geloof een zwaar stempel drukte. Hij zat er op het gymnasium en was actief lid van de katholieke jeugdvereniging Bund Neudeutschland. Na zijn afstuderen werd hij opgeroepen voor de Reichsarbeitsdienst.
Gedurende de winter van 1939/1940 werd Bello voor zijn geneeskundestudie aan de universiteit van Münster vrijgesteld van dienst en was hij verplicht lid te worden van de nationaalsocialistische studentenbond. In oktober van hetzelfde jaar werd Bello opgeroepen voor militaire dienst. Voor zijn verdiensten aan het Oostfront in de jaren 1941 en 1942 werd hem het IJzeren Kruis en de Ostmedaille verleend. Om zijn studie voort te zetten werd Bello in mei 1942 naar Münster overgeplaatst. Bello moest als lid van de Wehrmacht op het wekelijkse appel aantreden en hij deed er regelmatig dienst bij de Luftschutzwachdienst. Bij bergingswerkzaamheden tijdens een luchtaanval op Münster werd Bello getroffen door granaatsplinters en ontving hij het gewondeninsigne.
In juli 1943 kreeg Bello verlof om zich op zijn examen voor te bereiden. Een dag voor het voorexamen werd zijn verlof door een fout in de dienstregeling ingetrokken en moest hij toch aantreden. Toen Bello zich op zijn post meldde werd hem echter medegedeeld dat er sprake was van een fout en dat hij tevergeefs was gekomen. Bello, die reeds een andere afspraak had afgezegd, werd razend en liet zich volledig gaan. Hij begon te schelden op de slechte dienstregeling, de nietsontziende bevelen van het Hitler-regime, de corrupte partijtop, het militarisme en de hele nationaalsocialistische beweging en hun leiderskliek. In een onbewaakt ogenblik liet hij zich ontvallen dat er in heel Münster niet genoeg lantaarnpalen waren om die nazi's en de legertop aan op te knopen. En, met zijn ogen gericht op een crucifix aan een van de wanden in de kamer: "Zolang deze God leeft, zal Hij ervoor zorgen, dat de bomen hier niet tot in de hemel groeien".
Alhoewel de twee hoofdgetuigen met elkaar overeenkwamen om het hele voorval verder te verzwijgen, werd Bello door Hans Bernreiter, een van de hoofdgetuigen, verraden. In april 1944 moest Bello voor de militaire rechtbank in Berlijn-Charlottenburg verschijnen. Verbouwereerd erkende Bello de uitspraken te hebben gedaan. Op 18 april 1944 werd de zitting vervolgd en alhoewel de zitting openbaar was, werd de vader van Bello de toegang tot de rechtszaal geweigerd. Kort na de opening van de zitting moesten de verhandelingen worden onderbroken door luchtalarm. Het alarm duurde enkele uren en Bello had herhaaldelijk gelegenheid om te vluchten, wat zijn advocaat hem dan ook dringend aanried, maar Bello wees een vlucht af uit angst voor represailles tegen zijn familie.
Nog dezelfde dag werd Bello ter dood veroordeeld. Als strafverzwarend argument werd Bello's verwijzing naar de gekruisigde Christus aangevoerd, Die de nazi's wel op hun beperkingen zou wijzen. Na het vonnis werd Bello in bewaring genomen en naar de militaire strafgevangenis van Berlijn gedeporteerd, waar hij tot juni 1944 op zijn terechtstelling moest wachten. Verzoeken om genade werden afgewezen, niet in de laatste plaats vanwege de loyaliteit van de familie Bello aan de katholieke Kerk en sympathieën voor het politieke katholicisme.
Tijdens zijn gevangenschap bereidde Bello zich op zijn dood voor en vond daarbij steun in zijn katholieke geloof.
Op 29 juni 1944 werd Bello op het schietterrein van Berlijn-Tegel geëxecuteerd. Hij werd er begraven op het Sankt Hedwigs-Friedhof. In 1960 werden zijn lichaamsresten naar Wesel overgebracht waar een straat naar hem werd vernoemd. Zes jaar later werd hij opnieuw opgegraven en op 3 september 1966 in de crypte van de Dom van Xanten bijgezet..